# Nenad Erić
Nenad Erić (Požega, 26 mei 1982) is een Servisch-Kazachs voetbaldoelman. In 2011 verruilde hij Kairat Almaty voor Astana FK. In 2014 verkreeg hij de Kazachse nationaliteit.

## Interlandcarrière
Op 18 februari 2015 maakte Erić in de wedstrijd tegen Moldavië zijn debuut voor het nationale elftal van Kazachstan.
| Interlands van Nenad Erić voor Kazachstan | Interlands van Nenad Erić voor Kazachstan | Interlands van Nenad Erić voor Kazachstan | Interlands van Nenad Erić voor Kazachstan | Interlands van Nenad Erić voor Kazachstan | Interlands van Nenad Erić voor Kazachstan |
| №                                         | Datum                                     | Wedstrijd                                 | Uitslag                                   | Soort wedstrijd                           | Doelpunten                                |
| Als speler bij Astana FK                  | Als speler bij Astana FK                  | Als speler bij Astana FK                  | Als speler bij Astana FK                  | Als speler bij Astana FK                  | Als speler bij Astana FK                  |
| ----------------------------------------- | ----------------------------------------- | ----------------------------------------- | ----------------------------------------- | ----------------------------------------- | ----------------------------------------- |
| 1.                                        | 18 februari 2015                          | Moldavië – Kazachstan                     | 1 – 1                                     | Vriendschappelijk                         | 0                                         |